# Max Carver
Max Carver (ur. jako Robert Maxwell Martensen Jr. w San Francisco) – amerykański aktor telewizyjny, najbardziej znany z roli Prestona Scavo w serialu Gotowe na wszystko oraz Aidena z serialu Teen Wolf: Nastoletni wilkołak.

## Życiorys

### Wczesne lata
Urodził się 1 sierpnia 1988 w San Francisco, w stanie Kalifornia jako syn Anne Carver, filantropki i działaczki społecznej, i Roberta Martensena, lekarza i naukowca w Narodowym Instytucie Zdrowia. Ma starszego o siedem minut brata-bliźniaka Charlesa, który urodził się 31 lipca. W 1992 jego matka i ojczym, Denis Sutro, wraz z dziećmi przeprowadzili się do Calistogi w Napa Valley w Kalifornii, gdzie prowadzili winnicę.
Przed karierą aktorską był znany jako Max Martensen. Uczęszczał do St. Paul’s Boarding School, mieszczącego się w Concord, które ukończył w 2007. 

### Kariera
Na ekranie zadebiutował w 5. sezonie serialu Gotowe na wszystko (2008−2012), gdzie ze swoim bratem zagrał postać Prestona Scavo, synów Lynette Scavo (Felicity Huffman) i Toma Scavo (Doug Savant). W 2008 wraz z obsadą serialu zdobył nominację do Nagrody Gildii Aktorów Ekranowych.
W 2012 ukończył studia na Uniwersytecie Południowej Kalifornii w Los Angeles z licencjatem z filologii angielskiej.
Carverowie pojawili się w trzecim sezonie Teen Wolf: Nastoletni wilkołak (2013–2015) jako wilkołacze bliźniaki; Max gra Aidena, a Charlie - Ethana. Następnie pokazali się w pierwszym sezonie serialu Pozostawieni (2014). Zagrał epizodyczną rolę ratownika Joe w komedii Na ratunek kumplowi (Mantervention, 2014) z Chloe Bridges. Jego kolejną rolą był Rory w dramacie Ask Me Anything (2014) z Britt Robertson, Christianem Slaterem, Justinem Longiem i Martinem Sheenem.
Występował gościnnie w serialach takich jak Biuro (2009), Powodzenia, Charlie! (2010), Victoria znaczy zwycięstwo (2012) czy Best Friends Forever (2012).

## Filmografia

### Film
| Rok  | Tytuł                         | Rola           |                      |
| ---- | ----------------------------- | -------------- | -------------------- |
| 2010 | Cliffhanger                   | Charlie        | Film krótkometrażowy |
| 2012 | Haven's Point                 | Kevin          | Film krótkometrażowy |
| 213  | Dean Slater: Resident Advisor | Wkurzony facet |                      |
| 2014 | Ask Me Anything               | Rory           |                      |
| 2014 | Mantervention                 | Joe (ratownik) |                      |

### Serial
| Rok             | Tytuł                          | Rola          |                                         |
| --------------- | ------------------------------ | ------------- | --------------------------------------- |
| 2008−2012       | Gotowe na wszystko             | Preston Scavo | 40 odcinków                             |
| 2009            | Biuro                          | Eric          | Odcinek: „Gossip”                       |
| 2010            | Powodzenia, Charlie!           | Brad          | Odcinek: „Double Whammy”                |
| 2012            | Best Friends Forever           | Corey         | Odcinek: "Single and Lovin' It"         |
| 2012            | Victoria znaczy zwycięstwo     | Evan Smith    | Odcinek: „The Blonde Squad”             |
| 2012            | NTSF:SD:SUV::                  | Thad          | Odcinek: "16 Hop Street"                |
| 2012            | Halo 4: Foward Unto Dawn       | Cadmon Lasky  |                                         |
| 2013–2014, 2015 | Teen Wolf: Nastoletni wilkołak | Aiden         | Sezon 3: 19 odcinków Sezon 5: 1 odcinek |
| 2013            | The Cheating Pact              | Jordan        | Stacja telewizyjna Lifetime             |
| 2014            | Pozostawieni                   | Adam Frost    | Główna rola                             |
| 2015            | The Following                  | Reggie        | Sezon 3, odcinek: „Home”                |
| 2015            | Filthy Preppy Teen$            | Chaad Bishop  | Główna rola                             |
| 2016            | Cupcake Wars                   | on sam        |                                         |

## Nagrody i nominacje
| Rok  | Nagroda                           | Kategoria                                                        | Dzieło             | Rezultat  |
| ---- | --------------------------------- | ---------------------------------------------------------------- | ------------------ | --------- |
| 2008 | Nagroda Gildii Aktorów Ekranowych | Outstanding Performance by an Ensemble in a Comedy Series (ang.) | Gotowe na wszystko | Nominacja |